# Solbjørk Minke Anderson
Solbjørk Minke Anderson (Kopenhagen, 15 augustus 2004) is een Deens wielrenster die sinds 2024 rijdt bij Uno-X Mobility.

## Carrière
Anderson reed in 2013 voor het eerst met een Deense amateurlicentie. Tot en met 2022 zou ze meerdere malen wisselen van amateurploeg. In 2021 werd ze nationaal kampioene op de weg voor junioren, ze finishte bijna zeven minuten eerder dan Julie Lillelund. Een jaar later prolongeerde Anderson haar titel; ditmaal won ze de sprint-à-deux van Victoria Lund. In het seizoen van 2023 reed Anderson bij de Franse continentale ploeg Team Grand Est-Komugi-La Fabrique, ze startte onder meer in de Ronde van Zwitserland en finishte als veertiende in zowel de GP Ciudad de Eibar als de GP du Morbihan. Haar resultaten in 2023 leverde haar een contract op bij Uno-X Mobility per 2024. Ze reed dat jaar enkele eendaagse klassiekers en Grote Rondes. Begin juni won ze het jongerenklassement in de Ronde van Catalonië, acht seconden voor Cédrine Kerbaol, en werd ze derde in het jongerenklassement van de Ronde van Italië. In haar tweede jaar bij de UCI Women's World Tour-ploeg reed ze naar een derde plaats op het Deens kampioenschap op de weg, achter Alberte Greve en Amalie Dideriksen.

## Overwinningen
2021
 Deens kampioene op de weg, junioren
2022
 Deens kampioene op de weg, junioren
 Deens kampioenschap tijdrijden, junioren
2023
Berg- en jongerenklassement Watersley Womens Challenge
2024
Jongerenklassement Ronde van Catalonië
2025
 Deens kampioenschap op de weg, elite

### Resultaten in voornaamste wedstrijden
| Jaar | Ronde van Italië | Ronde van Frankrijk | Ronde van Spanje |
| ---- | ---------------- | ------------------- | ---------------- |
| 2023 |                  |                     |                  |
| 2024 | 19e              |                     |                  |
| 2025 | 55e              |                     | opgave           |

| Jaar | Amstel Gold Race | Luik-Bast.‑Luik |  | WK op de weg |
| ---- | ---------------- | --------------- |  | ------------ |
| 2023 |                  |                 |  | opgave       |
| 2024 | 35e              | 17e             |  | 77e          |
| 2025 | 42e              | 40e             |  |              |

## Ploegen
- 2023 –  Team Grand Est-Komugi-La Fabrique
- 2024 –  Uno-X Mobility
- 2025 –  Uno-X Mobility